# Militaire Orde van Verdienste (Württemberg)
De op 11 februari 1759 door Karl Eugen, hertog van Württemberg als "Militaire Karels-Orde" (Duits: Militär-Karls-Orden, maar ook de benaming Militär-Carls-Orden komt voor) ingestelde orde met vier graden werd in 1799 hervormd en door koning Frederik I van Württemberg tot Militaire Orde van Verdienste oftewel Militärverdienstorden omgedoopt.
Op 11 november 1806 kreeg de orde nieuwe versierselen. In 1818 kreeg de orde drie graden en de versierselen die men tot 1919 in vrijwel onveranderde vorm heeft uitgereikt.
De eerste benoemingen hingen samen met verdienste in de zevenjarige oorlog tussen Frankrijk, Rusland en Oostenrijk enerzijds en Pruisen en Engeland anderzijds. De orde was steeds een zeer hoge onderscheiding voor dapperheid of verdienste in het leiden van de troepen in oorlogstijd. De orde was voor officieren in het Württembergse leger en in de legers van bondgenoten bestemd, de hogere graden werden aan zegevierende commandanten toegekend.
De Orde kende drie graden: Grootkruis (Großkreuz), Commandeur (Kommandeurkreuz) en Ridder (Ritterkreuz) en werd in 1918, samen met de Württembergse monarchie, afgeschaft. Tussen 1799 en 1918 werden 3400 benoemingen gedaan.

## Militär-Karls-Orden 1759-1799
De in 1759 ingestelde Militaire Karels-Orde had vier graden en de ridders trokken een behoorlijk pensioen. Zo kregen de Grootkruisen 2000 gulden per jaar. De andere graden konden op 1200, 1000 en 300 gulden rekenen.

Het kleinood was een wit geëmailleerd achtpuntig gouden, of verguld zilveren, kruis met gouden ballen op de punten. Tussen de armen waren viermaal vijf gouden stralen aangebracht. Het medaillon was blauw en droeg een met een keurvorstenhoed gekroonde gouden "R". Op het ridderkruis ontbrak de hoed. De gouden ring rond het medaillon was glad en van goud. Op de vier armen stond in gouden letters "BENE MERENTIBUS" wat Latijn is voor "welverdiend". De verhoging, een gouden, ongevoerde, beugelkroon, was met een scharnier aan het kruis bevestigd. Deze verhoging ontbrak bij de ridderkruisen. Het lint was geel met twee zwarte strepen.

De heraldicus en falerist Maximilian Gritzner heeft een tekening van een kruis van de Militaire Orde van Verdienste met een beugelkroon in plaats van de bij Nimmergut genoemde keurvorstenhoed of "Zackenkroon" in zijn boek opgenomen.
De vier graden van de Militär-Karls-Orden en de versierselen van hun rang
Deze versierselen bleven tot 1806, dus ook na de naamsverandering van 1799, in gebruik.
Men droeg het gouden grootkruis, het was 72 millimeter hoog en 46 millimeter breed, aan een lint om de hals. Ook de kruisen van de beide commandeursgraden en het ridderkruis werden "en sautoir", dat wil zeggen om de hals, gedragen. De sterren van de grootkruisen en commandeurs der eerste klasse werden op de linkerborst gedragen. In de 18e eeuw werden sterren vrijwel altijd geborduurd met goud en zilverdraad en pailletten. De sterren waren 120 millimeter breed en hoog. Omdat de Grootkruisen en de Commandeurs beiden een kleinood om de hals droegen werden ook de Grootkruisen wel "Komtur" genoemd.
De beide Commandeursgraden droegen het gouden commandeurskruis, het was 72 millimeter hoog en 46 millimeter breed 85 millimeter hoog en 54 millimeter breed, aan een lint om de hals. De kruisen van de beide commandeursgraden en het ridderkruis werden "en sautoir", dat wil zeggen om de hals, gedragen. De sterren van de grootkruisen en commandeurs der eerste klasse werden op de linkerborst gedragen. In de 18e eeuw werden sterren vrijwel altijd geborduurd met goud en zilverdraad en pailletten. De sterren waren 120 millimeter breed en hoog.
Ridders droegen een klein gouden kruis, omdat de kroon ontbreekt is het 300 bij 300 millimeter groot, aan een lint om de hals.

## Orde van Militaire Verdienste 1799-1818
In 1799 werd het kruis van het monogram "W" voorzien en kreeg het als verhoging een keurvorstelijke hoed. In 1806 werd het koninklijke monogram "FR" voor "Fredericus Rex" ingevoerd. In dat jaar zien we ook de eerste verguld zilveren borststerren, al bleven ook geborduurde sterren in gebruik.
De orde had in deze jaren vier graden. Grootkruisen, commandeurs met en zonder de ster en ridders. Er was geen grootlint, men droeg alle kleinoden of kruisen aan een geel lint met zwarte strepen om de hals.
In 1799 werd het grootkruis nog aan een verhoging in de vorm van een vorstenhoed om de hals gedragen.
De geborduurde zilveren sterren hadden niet alleen gouden ballen op de acht punten; ook in de holte van de armen waren ballen bevestigd. Het medaillon was blauw met en gekroonde "R" die voor Württemberg stond. Het gouden kruis was 65 bij 54 millimeter groot.
De gouden commandeurskruisen waren even groot als de grootkruisen maar het lint waaraan men ze om de hals droeg was smaller.
De gouden ridderkruisen waren 3 bij 3 centimeter groot; zij misten de gouden kroon van de hogere graden.

## Versierselen 1818-1919
Het kleinood is nu een wit geëmailleerd gouden, of verguld zilveren, kruis, een zogenaamd kruis pattée, met uitlopende en iets concave uiteinden.Het centrale medaillon is wit en draagt een gouden lauwerkrans met groene bladeren.

De ring is blauw en draagt in gouden letters het motto van de orde "Furchtlos und trew" (Duits: "Onbevreesd en trouw"). Op de keerzijde staat in het medaillon het monogram van de regerende vorst en op de ring staat wederom het motto.
Het grootkruis en het commandeurskruis hadden van 1806 tot 1870 een merkwaardige, vijfpuntige Romeinse gouden kroon, de Badenkrone of Zackenkrone, als verhoging. In 1879 kreeg ook het ridderkruis een dergelijke kroon. Op 25 september 1914 vervielen al deze kronen.
Deze Badenkrone zou volgens Nimmergut "volgens heraldische regels aanduiden dat zij aan een geslacht toebehoort dat al voor de 12e eeuw, in de voorheraldische periode, teruggaat. Andere oeradelijke geslachten voerden deze kroon desondanks niet.
De achtpuntige ster van de orde is van zilver, de zilveren armen hebben gouden randen. De zilveren armen werden van een ingegraveerd briljantpatroon voorzien. In het midden is het medaillon gelegd. Het medaillon droeg van 1818 tot 1870 een gekroonde "W" die voor "Württemberg stond. In 1870 werd het medaillon een "KR" en in 1892 een "WR". Men droeg de ster, eerst was deze nog geborduurd, later geborduurd met een verguld zilveren kern, na 1870 altijd van verguld zilver, op de linkerborst. De ster werd na 1858 niet meer geborduurd.
De kruisen werden steeds van het kostbare metaal goud vervaardigd. Pas in de Eerste Wereldoorlog zien we verguld zilveren kruisen voor grootkruis en ridder. Merkwaardig genoeg zijn er geen verguld zilveren commandeurskruisen bekend.
In 1914 werden kruisen zonder kroon, maar met het monogram "WR" uitgereikt. Omdat men in 1918 nog een aantal voordrachten niet had afgehandeld zijn er ook in 1919, net als bij de Oostenrijkse militaire Orde van Maria Theresia nog bijeenkomsten van het kapittel geweest die tot benoemingen hebben geleid.
In 1914 was de Duitse keizer Wilhelm II al met het grootkruis van de orde onderscheiden (zie Lijst van ridderorden van Wilhelm II van Duitsland).
Het lint was van 1759 tot 1818 en na 1914 geel met twee brede zwarte strepen. Na november 1917 droegen de ridders een kleine groene lauwerkrans op het baton om zich zo van de dragers van medailles met eenzelfde lint te onderscheiden. In de 19e eeuw was het lint jarenlang egaal blauw. De Grootkruisen droegen het lint over de rechterschouder.
Er was geen keten aan de orde verbonden.

## Benoemingsbeleid
De rang van een officier bepaalde welke graad van de orde hij zou ontvangen. Het was niet denkbaar dat een luitenant die vanwege dapperheid het ridderkruis ontving voor herhaalde blijken van zijn moed tot Commandeur of zelfs Grootkruis zou worden bevorderd.
De benoeming in deze orde bracht een verheffing in de adelstand met zich mee. Men verleende de orde in vredestijd ook wel voor 25 jaar trouwe dienst.
Er werden in de loop van 159 jaar, waarin Württemberg in de napoleontische oorlogen aan Franse zijde streed, in 1848 een burgeroorlog meemaakte en ook in 1864, 1866, 1870 en van 1914 tot 1918 oorlog voerde, 95 grootkruisen, 214 commandeurskruisen en 3128 ridderkruisen toegekend. Het is onduidelijk of het bij deze getallen alleen om Württembergers gaat of dat ook de vreemdelingen zijn meegeteld.
De orde werd ook in vredestijd, voor 25 jaar trouwe dienst, verleend.

## Bekende dragers
- Hertog Albrecht van Württemberg
- Gottlob Berger
- Oswald Boelcke
- Nikolaus Burggraf und Graf zu Dohna-Schlodien
- Wilhelm Groener
- Paul von Hindenburg
- Franz Ritter von Hipper
- Erich Ludendorff
- Helmuth von Moltke de oudere
- Karl August Nerger
- Manfred Freiherr von Richthofen

De bekende jachtvlieger was een van de dragers van het kruis.
- Erwin Rommel
- Kroonprins Rupprecht van Beieren
- Admiraal Reinhard Scheer
- Hugo Sperrle
- Julius von Verdy du Vernois
- Wilhelm II van Duitsland
- Otto Weddigen
- Arthur Wellesley, Eerste hertog van Wellington